# Warren County (Pennsylvania)
Warren County ist ein County im Bundesstaat Pennsylvania der Vereinigten Staaten. Bei der Volkszählung im Jahr 2020 hatte das County 38.587 Einwohner und eine Bevölkerungsdichte von 17 Einwohnern pro Quadratkilometer. Der Verwaltungssitz (County Seat) ist Warren.

## Geschichte
Das County wurde am 12. März 1800 gebildet und am 1. Oktober 1819 abschließend organisiert. Es wurde nach Joseph Warren benannt, der Offizier im Amerikanischen Unabhängigkeitskrieg war.
Zehn Bauwerke und Stätten des Countys sind im National Register of Historic Places (NRHP) eingetragen (Stand 25. Juli 2018).

## Geographie
Das County hat eine Fläche von 2325 Quadratkilometern, wovon 37 Quadratkilometer Wasserfläche sind.

## Bevölkerungsentwicklung

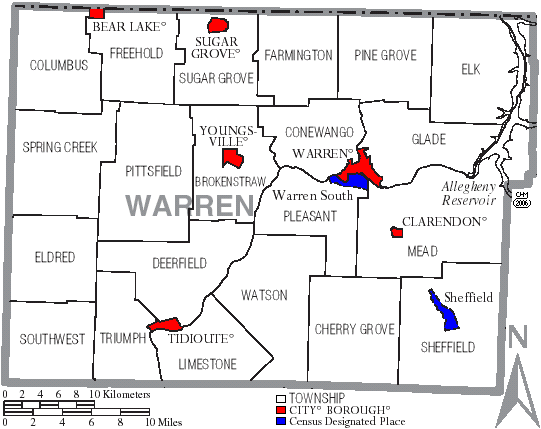
Karte des Warren Countys

## Städte und Ortschaften
| - Bear Lake - Brokenstraw Township - Cherry Grove Township - Clarendon - Columbus Township - Conewango Township - Deerfield Township - Eldred Township - Elk Township - Farmington Township | - Freehold Township - Glade Township - Limestone Township - Mead Township - Pine Grove Township - Pittsfield Township - Pleasant Township - Sheffield Township - Sheffield - Southwest Township | - Spring Creek Township - Sugar Grove Township - Sugar Grove - Tidioute - Triumph Township - Warren South - Warren - Watson Township - Youngsville |